# کنسرتو برای دو ویولن (باخ)
کنسرتو برای دو ویولن (انگلیسی: Concerto for Two Violins) در ر مینور (BWV 1043) که همچنین به عنوان «دوبل کنسرتو برای ویولن» هم شناخته می‌شود، یکی از مشهورترین آثار یوهان سباستیان باخ و از بهترین نمونه‌های موسیقی دوره باروک محسوب می‌شود.

## تاریخچه
ممکن است باخ این کنسرتو را بین سالهای ۱۷۱۷ و ۱۷۲۳ میلادی هنگامی که «سرپرست گروه کر» (کاپل‌مایستر) در دربار «آنهالت-کوهن» آلمان بود، نوشته باشد. هر چند مطالب روشن‌تری وجود دارد که این اثر از سری کنسرتوهایی است که باخ بین سالهای ۳۱–۱۷۳۰ در زمانی که مدیر کالجیوم موزیکوم در لایپزیک بوده، ساخته است. وی بعدها در سال ۱۷۳۹ این اثر را برای دو هارپسیکورد تنظیم کرد و به دو مینور (BWV 1062) انتقال داد.

## ساختار

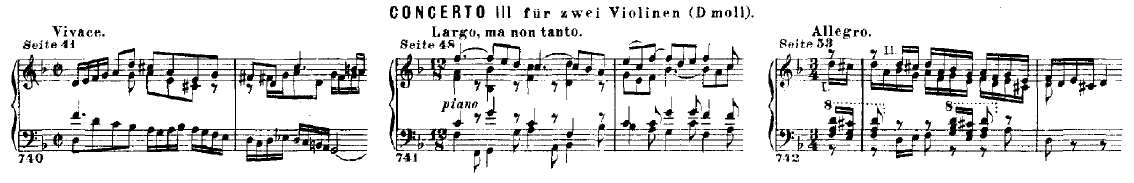
تم‌های اصلی کنسرتو (تنظیم برای پیانو)

این کنسرتو بیان‌گر رابطهٔ ظریف و احساسی است که بین دو ویولن، در طولِ قطعه جریان دارد. علاوه بر آن از ارکستر زهی و «باسو کونتینو» (یا هارپسیکورد) در این اثر استفاده شده‌است. ساختارِ قطعه در فرم فوگ و سرشار از کنترپوان است.
این کنسرتو شامل سه موومان است:
1. ویواچه
2. لارگو ما نون تانتو
3. آلگرو

زمان اجرای کنسرتو از کمتر از ۱۳ دقیقه تا بیش‌تر از ۱۸ دقیقه متغیر است.

## یادداشت
1. ↑  Anhalt-Köthen
2. ↑  basso continuo

## یادکرد
1. ↑  Miller 2008.
2. ↑  Staines 2010.
3. ↑  Bach: Violin Concerti / Oliveira بایگانی‌شده  در ۱ سپتامبر ۲۰۱۱ توسط Wayback Machine at hbdirect website
4. ↑  BACH: Radulović at Deutsche Grammophon website.
5. ↑  Bach: Concerto for Two Violins and Orchestra, BWV 1043, D minor (1LP0137972) بایگانی‌شده  در ۲۵ ژانویه ۲۰۲۲ توسط Wayback Machine at British Library Sounds website.